# Helena a její chlapci
Helena a její chlapci (ve francouzském originále Hélène et les Garçons) je francouzský sitcom pro mládež. Autorem byl Jean-François Porry (vlastním jménem Jean-Luc Azoulay), režírovali: Jacques Samyn, Gérard Espinasse, Marianne Fosserier, Christophe Salachas. Seriál měl 280 dílů po 26 minutách a vysílala ho stanice TF1 v letech 1992 až 1994. Hlavními hrdinkami jsou tři studentky druhého ročníku sociologie na pařížské univerzitě, bydlící spolu na koleji (Helena, Katka a Johana). Děj se točí kolem jejich vztahů k trojici spolužáků-studentů literatury (Mikuláš, Kristián a Štěpán), kteří založili rockovou skupinu; zkoušejí v garáži a čekají, až se proslaví.
Děj seriálu navazoval na seriál První polibky a další osudy hrdinů byly zpracovány v seriálu Rozmary lásky. V češtině byl vysílán TV Nova v letech 1995 až 1997.
Ve Francii se účinkující dočkali popularity; představitelka Heleny se po Brigitte Bardotová a Catherine Deneuveové stala modelem pro Mariannu, symbol Francie.

## Obsazení

### Hlavní role
| Hélène Rollès       | Hélène Girard       |
| Patrick Puydebat    | Nicolas Vernier     |
| Laure Guibert       | Bénédicte Breton    |
| Philippe Vasseur    | José Da Silva       |
| Laly Meignan        | Laly Polleï         |
| Sébastien Courivaud | Sébastien           |
| Rochelle Redfield   | Johanna Mac Cormick |
| Sébastien Roch      | Christian Roquier   |
| Karine Lollichon    | Nathalie Gommez     |
| Manuela Lopez       | Adeline Roquier     |
| Nicolas Bikialo     | Christophe          |
| Lynda Lacoste       | Linda Carlick       |
| Olivier Sevestre    | Olivier             |
| Cathy Andrieu       | Cathy               |
| David Proux         | Étienne             |

### Vedlejší role
| Eric Dietrich          | Bruno Dupuis  |
| Laëtitia Gabrielli     | Rosy          |
| David Brécourt         | Thomas Fava   |
| Darren Fouse           | John Wander   |
| Mathilde Rosset        | Thérèse       |
| Emmanuel Dassier       | Manu          |
| Caroline Heme          | Taxi          |
| Fabrice Josso          | Fabrice       |
| Kanu Muringi           | Kanu          |
| Agnès Dhaussy          | Agnès         |
| Jacques Coltelloni     | Jacques       |
| Bruno Bonelli          | číšník        |
| Tery Shane             | Arielle       |
| Frederic Vieh          | Laurent       |
| Elodie Ozanne          | Sophie        |
| Nicolas Schmit         | Tierry        |
| Isabelle Bouysse       | Zaza          |
| Charles Scalabrino     | Fabien        |
| Bruno Vandewalle       | Jimmy         |
| Anette Schrieber       | Annette       |
| Stephane Baudier       | Franck        |
| Eric Joubert           | Bernie        |
| Moise Crespy           | Ismo          |
| Susan Ceret            | Diana         |
| Bruno Flender          | Gédeon        |
| Emmanuel Barrouyer     | Cedric        |
| Stéphane Floch´hay     | Alex          |
| Margaret Redmond       | Angelina      |
| Robert Pagnol          | Frederic      |
| Gerard Espinasse       | fotograf      |
| Jean-Yves Freyburger   | Joel          |
| Arnaud Tibi            | plavčík Jimmy |
| July Messéan           | Isabelle      |
| Christian Moro         | Olivier       |
| Isabelle Alexis        | Cécile        |
| Vincent Ribeiro        | Patrice       |
| Jean-Baptiste Marcenac | zvukař Bruno  |